# Юльденстольпе, Август
Август Луи Ферсен Юльденстольпе (швед. August Louis Fersen Gyldenstolpe; 22 июля 1849 года, Стокгольм, Швеция — 20 июня 1928 года, там же) — шведский государственный деятель и дипломат, министр иностранных дел Швеции (1904—1905).

## Биография
Родился в семье военного, служившего при дворе. В 1973 г. окончил Уппсальский университет.
В 1874 г. он стал атташе в шведском посольстве в Копенгагене. В 1876—1881 гг. служил в аппарате министерства иностранных дел. В 1881 г. сопровождал специальную миссию в Карлсруэ. В дальнейшем поднимался по карьерной лестнице и, в частности, служил в посольстве в Соединенных Штатах. Получив ученую степень, он в 1886 г. стал канцлером и главой департамента.
В 1889—1895 гг. — секретарь кабинета министров. В 1895 г. был назначен исполняющим обязанности посланника, а с 1897 по 1899 гг. — послом Шведско-Норвежского союза в Нидерландах и Бельгии. В 1899—1904 гг. — посол в Российской империи.
После отставки конфликтовавшего с премьер-министром Эриком Бустрёмом по норвежскому вопросу главы МИД Альфреда Лагерхейма был назначен министром иностранных дел. Считался бесцветным дипломатом, который не имел политического веса и фактически был отстранен Бустрёмом от переговоров с Норвегией. Сохранил свой пост в кабинете Юхана-Улофа Рамстедта. В этот период он заявил, что наилучшим решением в норвежско-шведских отношениях было бы прекращение действия Шведско-норвежской унии. Правительство подало в отставку в августе 1905 г., после того как риксдаг и общественное мнение не посчитали такую позицию соответствующей интересам Швеции.
С 1905 по 1918 г. занимал должность посла во Франции.

## Награды и звания
Шведские:
- Большой крест ордена Полярной звезды (1904)

Иностранные:
- Большой крест бельгийского ордена Леопольда I
- Большой крест нидерландского ордена Оранских-Нассау
- Рыцарь первого класса прусского ордена Красного орла
- Российский орден Святого Станислава 1-й степени
- Российский орден Белого орла
- Османский орден Меджидие 1-го класса
- Великий офицер французского ордена Почётного легиона
- Командор 1-го класса норвежского ордена Святого Олафа
- Рыцарь второго класса прусского ордена Короны
- Японский орден Священного сокровища 2-й степени
- Персидский орден Льва и Солнца 2-й степени
- Тайский орден Короны Таиланда 2-го класса
- Командор ордена Изабеллы Католической
- Рыцарь ордена Церингенского льва первого класса.